# Margit von Willebrand-Hollmerus
Margit von Willebrand-Hollmerus, född 2 april 1894 i Helsingfors, död där 27 september 1982, var en finlandssvensk författare.

## Biografi
Margit von Willebrand-Hollmerus var dotter till doktor Wladimir von Willebrand och Karin Colliander och verksam som förskollärare. Hon gifte sig 1919 med Hugo Ragnar Hollmérus. De fick dottern Viveca Hollmerus.
Von Willebrand-Hollmerus debut Värvet (1920) skildrar det finska inbördeskriget från den vita synpunkten. På 1930-talet skrev hon berättelser i nonsensstil såsom Filurer i päls. Senare publicerade hon en rad underhållningsromaner. Novellerna från 1960-talets innehåller emellertid mer av psykologisk människoskildring.

## Pris
- Pro Finlandia-medaljen 1957